# Vajdasági ruszinok
A vajdasági ruszinok a Vajdaság Autonóm Tartomány egyik kisebbsége, Szerbiában. Nyelvük a Vajdaság hat hivatalos nyelvének egyike. Kulturális központjuk Bácskeresztúr, ahol a Bácskeresztúri Szent Miklós-egyházmegye püspöki széke is található.

## Történetük
Kúlán, 1751. január 17-én Redl Ferenc József, Mária Terézia által a bácskai kamarával megbízott adminisztrátor, aláírta azt a szerződést, amelyben jóváhagyta 200 unitus (bizánci rítusú katolikus) család betelepülését a Vajdaságba. Azóta ezt a napot a vajdasági ruszinok különösen jeles dátumként tartják számon.
A településalapítás folyamatát dr. Bárth János muzeológus, néprajzkutató dolgozta fel levéltári forrásokra hivatkozva az "Egy bácskai ruszin falu, Keresztúr, telepítése a XVIII. század közepén" című tanulmányában, amely 1991-ben, 2001-ben és 2005-ben jelent meg.
Rédlt 1749. március 8-án bízták meg a bácskai adminisztrációval, s 1750. július 3-án kapott engedélyt arra, hogy székhelyét áthelyezze Zomborba.
A hivatalos írásos emlék 1751-et tart nyilván, noha bizonyos adatokból arra lehet következtetni, hogy már 1746-ban éltek unitus családok a Vajdaságban. Letelepedésük helyéül Keresztúrt választották, ahol ma is legnépesebb arányban élnek.
A magyar kamara szegedi felügyelősége alá tartozó bácskai adminisztrátor által aláírt telepítési szerződést Mihajl Munkácsinak, abban az időben már Kúlán élt szabadosnak (szabad polgárnak) adta át, aki Bereg vármegye egyik falujából származott. Az ő vezetésével indulhatott el a 200 ruszin görögkatolikus vallású család az akkori Északkelet-Magyarország, (ma Kelet-Szlovákia, Kárpátalja, Ukrajna és Magyarország) területéről a Vajdaság irányába. A szerződésben fontos kitételként szerepelt, hogy az ide települőknek ruszin nemzetiségűeknek kell lenniük, szabad polgároknak, sőt a vallási hovatartozásukat is meghatározták, tehát görögkatolikusoknak.
Idetelepülésük után egy évvel iskolát alapítottak, meghonosodott az egyházuk, s hamarosan nyelvüket is módosították a délvidéki nyelvek közé. A nemzeti öntudatra ébredésük időszaka 1919-re tehető, s ebben legnagyobb szerep az általuk nagyra becsült Havrijil Kosteljniknek jutott, aki filozófus, író, szabad gondolkodó volt.

## Népesség

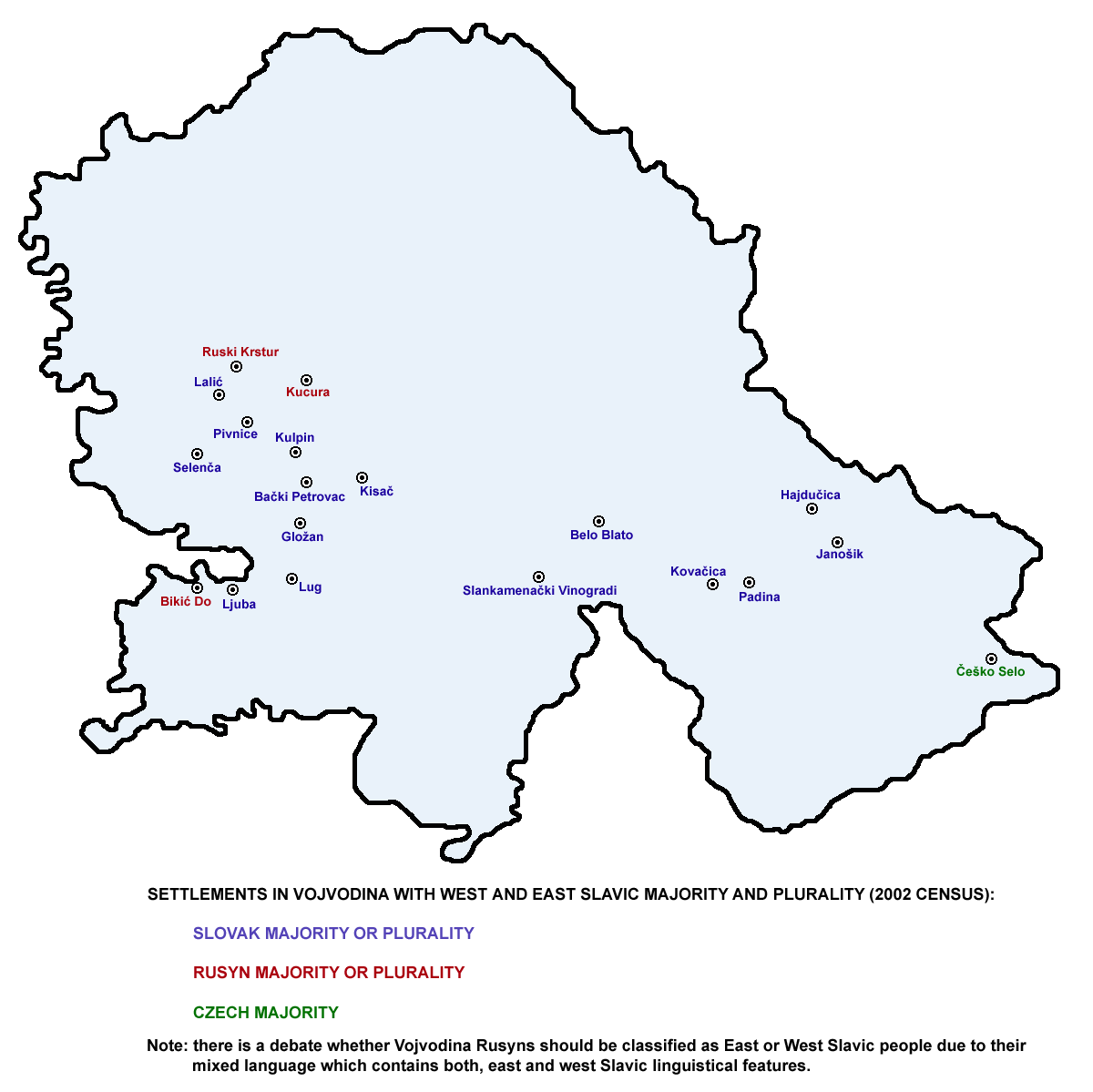
Vajdasági ruszinok a 2002-es népszámlálás szerint

A történelem során többször végeztek kimutatást arra vonatkozóan, hány ruszin él a Vajdaságban, a legrégebbi 1848-ban volt, amikor 8500 lélekszámot jegyeztek fel. A későbbi népszámlálások alkalmával nyomon követhető, hogy tetemesen megnövekedett a délvidéki ruszinok száma, hiszen 1921-ben, a Szerb-Horvát-Szlovén Királyság idején, 20 838-can voltak, majd 1971-ben, Jugoszlávia fennállásakor 24 640-en, míg a legutóbbi szerbiai népszámlálási adatok 2002-ből arról tanúskodnak, hogy az országnak 15 905 ruszin anyanyelvű lakosa van. Ma a következő községek területén élnek ruszinok nagyobb számban: Kúla, Verbász, Topolya Újvidék, Zsablya, Szabadka, Šid, Szávaszentdemeter (Sremska Mitrovica) és Belgrád. Ruszin többségű, vagy jelentős arányban ruszinlakta helységek pedig még Bácskeresztúr, Kucora, Sajkásgyörgye, Zentagunaras.
A ruszinok keleti szlávoknak számítanak, ruszin nyelven beszélnek, amely tulajdonképpen egy fajtája a kárpátaljai hegyvidéken beszélt szláv nyelvnek. A vajdasági ruszin nyelv azonban külön nyelvi normának tekinthető a kárpátaljai nyelv mellett. Saját állításuk szerint könnyen megértik a más szláv nyelveket, különösen a szlovákot, az ukránt és a lengyelt. Cirill betűs írásmóddal írnak, s valamikor Kijev közelében csoportosuló népeknek számítottak.

## Művelődés
Az első ruszin nyelven nyomtatott könyv 1904-ben jelent meg, a Havrijil Kosteljnik tollából, címe: Az én falumból. 1924 óta létezik a Vajdaságban ruszin nyelvű írott sajtó, s azóta is fennmaradt a Ruszke Szlovo, amely mára lap- és könyvkiadó intézménnyé duzzadt. A ruszin rádiózás hatvanéves múltra tekint vissza, a televíziózásnak pedig 2008-ban ünnepelték a 30. évfordulóját.

## Oktatás
Minden ruszin lakta településen létezik általános iskola, sőt több helyen óvoda is. Ahol kellő lélekszámú diák van, ott ruszin nyelvű oktatás folyik, ahol pedig nincs, ott sajnos csak fakultatívan tanulják az anyanyelvüket. Keresztúron, ahol a legnagyobb számban élnek ruszinok, van középiskola és diákotthon is, s ezenkívül létezik ruszin tanszék az Újvidéki Egyetem Bölcsészeti Karán.
A vajdasági ruszin oktatási rendszer jól meg van szervezve, ennek köszönhetően egyetlen írástudatlan sincs a Vajdaságban élő ruszinok között és igen magas arányú, több mint 10 százalékra tehető, a felső végzettségűek száma. Bácskeresztúron a gimnáziumban való oktatás ruszin nyelven folyik, Újvidéken pedig felsőfokú oktatás van. Sok a tehetséges és közismert, társadalmilag megbecsült és elismert vajdasági ruszin, mint például dr. Julijan Tamas, a Vajdasági Tudományos és Művészeti Akadémia elnöke, és az ismert újságíró, Mihajlo Ramac, a Danas című napilap főszerkesztője.
Az iskolák oktatásában nem a kárpátaljai ruszin, hanem a helyi vajdasági ruszin nyelv játszik szerepet.

## Nemzeti szimbólumok

A világ ruszinjainak címere

A vajdasági ruszinok először 2008-ban használták nemzeti szimbólumaikat, amelyet a szerbiai Ruszin Nemzeti Tanács hagyott jóvá. Címerük egy pajzs függőlegesen kétfelé osztva, jobb felén egy vörös medve látható, a bal felén pedig kék és aranysárga csíkok sorakoznak egymás mellett, hét egyenletes vízszintes mezőre osztva. A medve a kárpátaljai ruszinok ősi szimbóluma, az említett mezők pedig a földet, azt a területet jelképezik, ahol a ruszinok éltek, ez a kék csík, a három aranysárga pedig a folyóikat szimbolizálja. A ruszin zászló a szerb zászló közepébe helyezett ruszin címerrel vált egyedivé, amit ezentúl az itt élő ruszinok sajátjuknak tekintenek.